# Silvia Neid

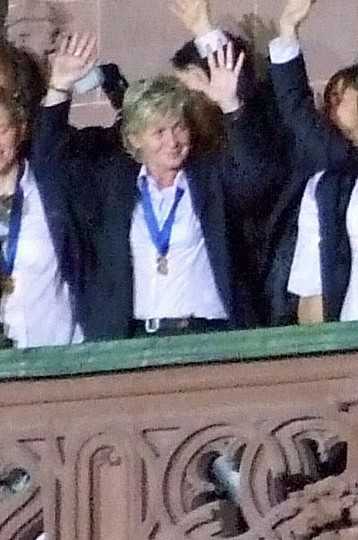
Silvia Neid au balcon du Römer à Francfort-sur-le-Main après la victoire en Coupe du monde 2007.

Silvia Neid est une footballeuse allemande née le 2 mai 1964 à Walldürn qui évoluait au poste d'attaquante. Elle entraîne l'équipe d'Allemagne féminine de 2005 à 2016.

## Biographie
Elle fait ses débuts en équipe nationale le 10 novembre 1982, à l'occasion du premier match officiel de cette même équipe, face à la Suisse. Lors de ce match remporté 5-1, elle réussit un doublé en deuxième période. En tout, elle compte 111 sélections pour 48 buts avec l'Allemagne.
Après sa carrière de joueuse, Silvia embrasse une carrière d'entraîneure. Elle entraîne tout d'abord la sélection féminine des moins de 19 ans. Puis durant un certain temps elle est l'assistante de Tina Theune-Meyer, avant de lui succéder en juillet 2005 à la tête de l'équipe nationale allemande. Sous sa houlette la Nationalelf conserve son titre de championne du monde à l'issue de la Coupe du monde 2007.
Le 10 janvier 2010, elle est élue entraîneur d'équipe féminine de l'année FIFA 2010.

## Carrière
- 1980-1983 : SC Klinge Seckach  Allemagne
- 1983-1985 : SSG 09 Bergisch Gladbach  Allemagne
- 1985-1996 : TSV Siegen  Allemagne

## Palmarès de joueuse
- Vainqueur du Championnat d'Europe en 1989, 1991 et 1995 avec l'Allemagne
- Finaliste de la Coupe du monde en 1995 avec l'Allemagne
- Championne d'Allemagne en 1984 avec le SSG 09 Bergisch Gladbach
- Championne d'Allemagne en 1987, 1990, 1991, 1992, 1994 et 1996 avec le TSV Siegen
- Vainqueur de la Coupe d'Allemagne féminine en 1984 avec le SSG 09 Bergisch Gladbach
- Vainqueur de la Coupe d'Allemagne féminine en 1986, 1987, 1988, 1989 et 1993 avec le TSV Siegen

## Palmarès d'entraîneuse
- Vainqueur de la Coupe du monde en 2007 avec l'Allemagne
- Vainqueur du Championne d'Europe en 2009 et 2013 avec l'Allemagne
- Médaillé d'or aux Jeux olympiques d'été de 2016 avec l'Allemagne
- Vainqueur du Ballon d'or en 2010 et 2013

## Distinctions personnelles
- Prix d'entraîneur de l'année FIFA 2010
- The Best, Entraîneur de la FIFA 2016